# Ciara Mageean
Ciara Mageean (née le 12 mars 1992) est une athlète irlandaise, spécialiste du demi-fond. Elle est championne d'Europe du 1 500 mètres en 2024.

## Biographie
Le 10 juillet 2016, l'Irlandaise décroche la médaille de bronze du 1 500 m des Championnats d'Europe d'Amsterdam en 4 min 33 s 78. Le 13 février 2019, elle bat son record d'Irlande du 1 500 m à Athlone en 4 min 06 s 76.
Le 24 juillet 2020, à Berne, Ciara Mageean remporte un 800 m et entre dans l'histoire du sport irlandais en devenant à cette occasion la première Irlandaise à descendre sous la barrière des 2 minutes sur la distance. Elle s'impose en 1 min 59 s 69, améliorant le record national détenu depuis 2013 par Rose-Anne Galligan en 2 min 00 s 58.
Le 14 août 2020, elle termine à Monaco 3e du 1 000 m du Meeting Herculis en 2 min 31 s 06, effaçant le record national détenu par Sonia O'Sullivan. Elle devient la neuvième meilleure performance de l'histoire sur la distance.
En 2022, elle décroche sur 1 500 m la médaille d'argent aux Jeux du Commonwealth, s'inclinant face à Laura Muir. Deux semaines plus tard, elle devient vice-championne d'Europe de la distance à Munich, à nouveau battue par Muir.
Elle est vainqueur du 1 500 m du Mémorial Van Damme en 3 min 56 s 63, battant ainsi le record national qui était la propriété de Sonia O'Sullivan depuis 1995.
En 2023, Ciara Mageean récupère le record d'Irlande du 800 m de Louise Shanahan à Manchester. Elle bat un autre record de Sonia O'Sullivan, celui du mile, en courant en 4 min 14 s 58 à Monaco, derrière Faith Kipyegon qui bat le record du monde. Lors des Championnats du monde de Budapest elle termine au pied du podium du 1 500 m, avec un nouveau record d'Irlande. Elle abaisse son record à l'occasion du Mémorial Van Damme en réalisant 3 min 55 s 87, s'inclinant face à Laura Muir.
Début 2024, elle améliore son record d'Irlande du 800 m de 77 centièmes, pour le porter à 1 min 58 s 51. Début juin, elle devient championne d'Europe du 1 500 m à Rome en s'imposant face à la Britannique Georgia Bell et la Française Agathe Guillemot. Elle devient ainsi la 2e athlète irlandaise à remporter un titre européen, après Sonia O'Sullivan. 
Victime d'une douleur persistante au tendon d'Achille, elle doit renoncer à s'aligner aux Jeux olympiques. Elle se fait opérer à l'automne.
Le 4 juillet 2025, Ciara Mageean annonce souffrir d'un cancer.

## Palmarès
| Date | Compétition                                  | Lieu       | Résultat | Épreuve | Temps         |
| ---- | -------------------------------------------- | ---------- | -------- | ------- | ------------- |
| 2008 | Championnats du monde juniors                | Bydgoszcz  | 10e      | 1 500 m | 4 min 26 s 87 |
| 2009 | Championnats du monde cadets                 | Bressanone | 2e       | 800 m   | 2 min 03 s 07 |
| 2009 | Festival olympique de la jeunesse européenne | Tampere    | 1re      | 1 500 m | 4 min 15 s 46 |
| 2010 | Championnats du monde juniors                | Moncton    | 2e       | 1 500 m | 4 min 09 s 51 |
| 2010 | Jeux du Commonwealth                         | New Delhi  | 10e      | 1 500 m | 4 min 10 s 85 |
| 2011 | Championnats d'Europe juniors                | Tallinn    | 2e       | 1 500 m | 4 min 16 s 82 |
| 2016 | Championnats d'Europe                        | Amsterdam  | 3e       | 1 500 m | 4 min 33 s 78 |
| 2017 | Championnats d'Europe en salle               | Belgrade   | finale   | 1 500 m | DNF           |
| 2018 | Jeux du Commonwealth                         | Gold Coast | 13e      | 1 500 m | 4 min 07 s 41 |
| 2018 | Championnats d'Europe                        | Berlin     | 4e       | 1 500 m | 4 min 04 s 63 |
| 2019 | Championnats d'Europe en salle               | Glasgow    | 3e       | 1 500 m | 4 min 9 s 43  |
| 2019 | Championnats du monde                        | Doha       | 10e      | 1 500 m | 4 min 00 s 15 |
| 2022 | Jeux du Commonwealth                         | Birmingham | 2e       | 1 500 m | 4 min 4 s 14  |
| 2022 | Championnats d'Europe                        | Munich     | 2e       | 1 500 m | 4 min 2 s 56  |
| 2023 | Championnats du monde                        | Budapest   | 4e       | 1 500 m | 3 min 56 s 61 |
| 2024 | Championnats d'Europe                        | Rome       | 1re      | 1 500 m | 4 min 4 s 66  |

## Records
| Épreuve      | Épreuve      | Temps              | Lieu       | Date             |
| ------------ | ------------ | ------------------ | ---------- | ---------------- |
| 800 mètres   | Plein air    | 1 min 58 s 51 (NR) | Manchester | 25 mai 2024      |
| 1 000 mètres | Plein air    | 2 min 31 s 06 (NR) | Monaco     | 14 août 2020     |
| 1 500 mètres | Plein air    | 3 min 55 s 87 (NR) | Bruxelles  | 8 septembre 2023 |
| 1 500 mètres | Piste courte | 4 min 06 s 42      | Boston     | 25 janvier 2020  |
| Mile         | Plein air    | 4 min 14 s 58 (NR) | Monaco     | 21 juillet 2023  |
| Mile         | Piste courte | 4 min 28 s 31 (NR) | Boston     | 26 janvier 2019  |